# Peoria Air National Guard Base
La Peoria Air National Guard Base (en français: base de la Garde nationale aérienne de Peoria), située dans le comté de Peoria, dans l'Illinois, est la base de la 182d Airlift Wing (182 AW), une unité acquise de la Garde nationale aérienne de l'Illinois (en) et escadron "hôte" de l'installation. Elle est située sur l'aéroport régional du Grand Peoria (en).

## Présentation
La 182d Airlift Wing possède la mission de déplacer rapidement du personnel et de l'équipement n'importe où dans le monde en cas de besoin, et de maintenir cette capacité aussi longtemps que nécessaire. Cela comprend le transport aérien stratégique du personnel et du fret, le largage tactique de personnel, d'équipement et de fournitures, et le transport de patients pendant les évacuations aéromédicales.
Le C-130H3 Hercules de l'unité effectue principalement la partie tactique de la mission de transport aérien. L'avion est capable d'opérer à partir de terrains sommaires, et est le principal moyen de transport pour le parachutage de troupes et de matériel dans les zones hostiles.

## Unités
La 182d Airlift Wing (en) se compose des unités suivantes:
- 182d Operations Group
- 169th Airlift Squadron (en)

- 182nd Air Support Operations Group
- 168th Air Support Operations Squadron
- 169th Air Support Operations Squadron
- 264th Combat Communications Squadron
- 566th Air Force Band

## Commandants
- Colonel Daniel R. McDonough - Depuis novembre 2017[2]